# Arcidiocesi di Selge
L'arcidiocesi di Selge (in latino Archidioecesis Selgensis) è una sede soppressa del patriarcato di Costantinopoli e una sede titolare della Chiesa cattolica.

## Storia
Selge, identificabile con Serge (Seruk, Surk) nell'odierna Turchia, è un'antica sede arcivescovile autocefala della provincia romana della Panfilia Prima nella diocesi civile di Asia e nel patriarcato di Costantinopoli.
Inizialmente suffraganea dell'arcidiocesi di Side, dopo il VII secolo fu elevata al rango di arcidiocesi, documentata per la prima volta nel concilio ecumenico dell'869. La sede è documentata nelle Notitiae Episcopatuum del patriarcato di Costantinopoli fino al XIV secolo.
Le fonti documentarie attribuiscono a Selge diversi vescovi: Nunechio, che prese parte al concilio di Efeso nel 431; Teofane e Gregorio, che intervennero rispettivamente ai concili di Costantinopoli dell'869-870 e dell'879-880 che trattarono la questione del patriarca Fozio di Costantinopoli; un anonimo vescovo, che fu destinatario di una lettera nella prima metà del X secolo;. La sigillografia ha restituito i nomi dei vescovi Basilio, Teodoro, e Matteo, vissuti fra X e XI secolo.
A questi vescovi Le Quien aggiunge Uranione, che avrebbe partecipato al primo concilio ecumenico celebrato a Nicea nel 325; tuttavia il suo nome non appare nell'Index patrum Nicaenorum restitutus redatto da Heinrich Gelzer.
Dal XIX secolo Selge è annoverata tra le sedi arcivescovili titolari della Chiesa cattolica; la sede è vacante dal 13 settembre 1969.

## Cronotassi

### Vescovi e arcivescovi greci
- Uranione ? † (menzionato nel 325)
- Nunechio † (menzionato nel 431)
- Teofane † (menzionato nell'869)
- Gregorio † (menzionato nell'879)
- Anonimo † (prima metà del X secolo)
- Basilio † (circa X/XI secolo)
- Teodoro † (circa X/XI secolo)
- Matteo † (circa X/XI secolo)

### Arcivescovi titolari
- Antoine-Marie-Joseph Usse, M.E.P. † (22 dicembre 1893 - 21 aprile 1905 deceduto)
- Eduardo Solar Vicuña † (8 settembre 1914 - 19 marzo 1920 deceduto)
- Raymond-René Lerouge, C.S.Sp. † (22 aprile 1920 - 2 luglio 1949 deceduto)
- João Batista Portocarrero Costa † (3 luglio 1953 - 6 gennaio 1959 deceduto)
- Bernard James Sheil † (5 giugno 1959 - 13 settembre 1969 deceduto)